# Camillidae
Famille
Camillidae est une famille de diptères.

## Genres et espèces
La famille Camillidae compte 4 genres et 40 espèces.
- Afrocamilla
- Camilla
- Katacamilla
- Teratocamilla